# Abdullah Al Buraiki
Abdullah Al Buraiki (arabul: عبدالله سالم البريكي; Kuvaitváros, 1987. január 1. –) kuvaiti labdarúgó, az élvonalbeli Al Kuwait középpályása.

## Pályafutása

### A válogatottban
2009. március 17-én mutatkozott be a kuvaiti válogatottban a Katar elleni barátságos mérkőzésen. Első gólját a válogatottban 2010. február 25-én szerezte egy Bahrein ellen 4–1-re megnyert barátságos mérkőzésen. Bekerült Kuvait  2015-ös Ázsia-kupára induló keretébe, ahol két csoportmérkőzésen lépett pályára.